# Застінки (Вілейський район)
Застінки (біл. вёска Засценкі) — село в складі Вілейського району Мінської області, Білорусь. Село підпорядковане Іжовській сільській раді, розташоване в північній частині області.

## Історія
У 1921–1945 роках село знаходилось у Польщі, у Вільнюськім воєводстві, Вілейського повіту, у гміні Ілля, з 1932 у гміні Войстом.

## Населення
- 1921 рік — 152 людини, 25 будинків[1].
- 1931 рік — 141 людини, 29 будинків[2].